# استینت (تگزاس)
استینت، تگزاس(به انگلیسی: Stinnett, Texas) شهری در ایالت تگزاس از ایالات جنوبی ایالات متحده آمریکا است. در سرشماری سال ۲۰۰۰، جمعیت این شهر ۱۹۳۶ نفر اعلام شد.